# Édouard Luntz
Édouard Serge Luntz (ur. 8 sierpnia 1931 w La Baule-Escoublac, zm. 26 lutego 2009 w Paryżu) – francuski reżyser i scenarzysta filmowy. Na przestrzeni lat 1959–1973 wyreżyserował 9 filmów. Jego dramat Nagie serca (1966) startował w konkursie głównym na 16. MFF w Berlinie, a Ostatni skok (1970) został zaprezentowany na 23. MFF w Cannes.

## Wybrana filmografia
- ...Enfants des courants d'air (1959)
- Le silence (1960)
- Insolites et clandestins (1961)
- Bon pour le service (1963)
- L'escalier (1964)
- Nagie serca (Les coeurs verts, 1966)
- Ostatni skok (Le dernier saut, 1970)
- Humor wagabundy (L'humeur vagabonde, 1972)
- Le grabuge (1973)